# Gmina Pećinci
Gmina Pećinci (serb. Opština Pećinci / Општина Пећинци) – gmina w Serbii, w Wojwodinie, w okręgu sremskim. W 2018 roku liczyła 19 222 mieszkańców.